# Programul Operațional Regional
Programul Operațional Regional (POR sau REGIO) este un program de dezvoltare regională în România a cărui scop este dezvoltarea infrastructurii și a mediului de afaceri.
Este finanțat prin unul dintre fondurile structurale ale Uniunii Europene - Fondul European de Dezvoltare Regională (FEDR).
Acesta sprijină regiunile Uniunii Europene care au un PIB pe cap de locuitor sub 75% din media europeană.
Bugetul total alocat POR este de aproximativ 4,4 miliarde euro în primii 7 ani după aderare (2007-2013).
Finanțarea UE reprezintă aproximativ 84% din bugetul POR.
Restul provine din fonduri naționale, cofinanțare publică (14%) și cofinanțare privată (2%).
Pentru perioada de programare 2007/2013, bugetul POR a fost împărțit în:
- Axa prioritară 1 privește sprijinirea dezvoltării durabile a orașelor - poli urbani de creștere (are 30% din bugetul alocat POR)
- Axa 2 este pentru îmbunătățirea infrastructurii regionale și locale de transport (are 20,35% din bugetul alocat POR)
- Axa 3 se referă la îmbunătățirea infrastructurii sociale (are alocat 15% din bugetul POR)
- Axa prioritară 4 sprijină dezvoltarea mediului de afaceri regional și local (17% din bugetul alocat POR)
- Axa prioritară 5 este dedicată dezvoltării durabile și promovării turismului (15% din bugetul alocat POR)

În perioada de programare 2014/2020 un număr de 13 axe prioritare stau la dispoziția solicitanților.